# Lacconectus schoenmanni
Lacconectus schoenmanni är en skalbaggsart som beskrevs av Michel Brancucci 2002. Lacconectus schoenmanni ingår i släktet Lacconectus och familjen dykare. Inga underarter finns listade i Catalogue of Life.